# ليديوسوكس
الليديوسوكس (Leidyosuchus) (يعني "تمساح ليدي") هو جنس منقرض من قاطوريات الشكل عاش خلال الطباشيري المتأخر في ألبرتا، تمت تسميته في سنة 1907 من قبل لورانس لامبي، أما النوع النمطي فهو (L. canadensis). وهو معروف من عدد من العينات من تكوين حديقة الديناصور الذي يعود لمرحلة الكامپاني. كان متوسط الحجم، وأقصى طول لجمجمته أكبر من 40 سنتيمتر (16 بوصة).